# Янніс Даманакіс
Янніс Даманакіс (грец. Γιάννης Δαμανάκης, нар. 2 жовтня 1952, Ханья) — грецький футболіст, що грав на позиції півзахисника, зокрема за ПАОК, а також національну збірну Греції.

## Клубна кар'єра
У дорослому футболі дебютував 1970 року виступами за друголігову команду «Ханья» з рідного однойменного міста, в якій провів шість сезонів. 
1976 року перейшов до клубу ПАОК, за який відіграв 9 сезонів. Більшість часу, проведеного у складі ПАОКа, був основним гравцем команди. 1985 року виборов титул чемпіона Греції. Завершив виступи за ПАОК у тому ж 1985 році, після чого ще протягом двох років пограв у нижчих грецьких футбольних лігах.

## Виступи за збірну
1977 року дебютував в офіційних матчах у складі національної збірної Греції. У складі збірної був учасником чемпіонату Європи 1980 року в Італії.
Загалом протягом семирічної кар'єри в національній команді провів у її формі 24 матчі, забивши 1 гол.

## Титули і досягнення
- Чемпіон Греції (1):

ПАОК: 1984-1985